# فرانك إي. مور
فرانك إي. مور (بالإنجليزية: Frank E. Moore)‏ هو سياسي أمريكي، ولد في 18 ديسمبر 1933 في الولايات المتحدة. حزبياً، نشط في الحزب الجمهوري. وقد انتخب عضو مجلس نواب بنسيلفانيا.